# Metasia virginalis
Metasia virginalis là một loài bướm đêm trong họ Crambidae.